# Roel van Dijk
Roelof (Roel) van Dijk (Amsterdam, 8 augustus 1922 –  13 september 1994) 
was een Nederlands voetballer. Hij speelde voor Blauw Wit, BVC Utrecht, Elinkwijk en EDO.

## Carrière

### Oorlogsjaren
De voetbalcarrière van Roel van Dijk kwam door de Tweede Wereldoorlog pas later op gang. Hij was zeventien toen de oorlog uitbrak en speelde bij de Amsterdamse afdelingsclub TWM (Tuindorp Watergraafs Meer). In januari 1943 werd hij in Duitsland tewerkgesteld in Berlijn.
Hiervoor kreeg hij een paspoort van de gemeente Amsterdam.

### Blauw Wit
Hij ging in 1948 voetballen voor Blauw Wit. De Amsterdammers waren in de naoorlogse jaren een topclub in Nederland. 
Van Dijk vormde met onder meer Ko Bergman, Piet Koekebakker en Wim Lakenberg de aanvalslinie. Twee jaar op rij, in 1950 en 1951, pakte Blauw Wit het kampioenschap in de Eerste klasse. In de strijd om de nationale titel eindigde de Amsterdamse club als tweede en vierde.
De succesperiode was begin jaren vijftig voorbij. Roel van Dijk speelde vanaf oktober 1952 niet meer in het eerste elftal.  

### Profvoetbal
De komst van het betaald voetbal in Nederland in 1954 gaf een nieuwe impuls in de herfst van zijn carrière. Van Dijk tekende als 32-jarige een profcontract bij BVC Utrecht in de ‘wilde’ voetbalbond NBVB. De voormalige aanvaller werd in Utrecht stopperspil in de verdediging. Na de fusie tussen de twee voetbalbonden in november 1954 ging BVC Utrecht op in Elinkwijk. Ook Van Dijk verhuisde mee en beleefde in 1955/56 een topjaar toen hij met Elinkwijk kampioen werd in de Hoofdklasse B. Daarna voetbalde hij met de club uit Zuilen nog een jaar in de nieuw gevormde Eredivisie.  

### Afbouwen
Na drie Utrechtse jaren bouwde hij zijn loopbaan af bij EDO in Haarlem. Hij speelde nog vier seizoenen voor EDO met als hoogtepunt de titel in de Tweede divisie A in 1960. Een jaar later zette hij als 38-jarige een punt achter zijn voetbalcarrière. 
Hij overleed in 1994 op 72-jarige leeftijd in Amsterdam. 

## Carrièrestatistieken
| Seizoen | Club        | Land      | Competitie           | Competitie | Competitie | Beker | Beker | Internationaal | Internationaal | Ned.kamp. | Ned.kamp. | Totaal | Totaal |
| Seizoen | Club        | Land      | Competitie           | Wed.       | Dlp.       | Wed.  | Dlp.  | Wed.           | Dlp.           | Wed.      | Dlp.      | Wed.   | Dlp.   |
| ------- | ----------- | --------- | -------------------- | ---------- | ---------- | ----- | ----- | -------------- | -------------- | --------- | --------- | ------ | ------ |
| 1948/49 | Blauw Wit   | Nederland | Eerste klasse West I | 1          | 0          | –     | –     | 0              | 0              | 0         | 0         | 1      | 0      |
| 1949/50 | Blauw Wit   | Nederland | Eerste klasse West I | 18         | 7          | –     | –     | 0              | 0              | 2         | 0         | 20     | 7      |
| 1950/51 | Blauw Wit   | Nederland | Eerste klasse C      | 22         | 13         | –     | –     | 0              | 0              | 7         | 2         | 29     | 15     |
| 1951/52 | Blauw Wit   | Nederland | Eerste klasse B      | 16         | 4          | –     | –     | 0              | 0              | 0         | 0         | 16     | 4      |
| 1952/53 | Blauw Wit   | Nederland | Eerste klasse B      | 4          | 0          | –     | –     | 0              | 0              | 0         | 0         | 4      | 0      |
| 1953/54 | Blauw Wit   | Nederland | Eerste klasse A      | 0          | 0          | –     | –     | 0              | 0              | 0         | 0         | 0      | 0      |
| 1954/55 | BVC Utrecht | Nederland | NBVB                 | 10         | 2          | –     | –     | 0              | 0              | 0         | 0         | 10     | 2      |
| 1954/55 | Elinkwijk   | Nederland | Eerste klasse B      | 26         | 1          | –     | –     | 0              | 0              | 0         | 0         | 26     | 1      |
| 1955/56 | Elinkwijk   | Nederland | Hoofdklasse B        | 33         | 0          | –     | –     | 0              | 0              | 6         | 0         | 39     | 0      |
| 1956/57 | Elinkwijk   | Nederland | Eredivisie           | 18         | 0          | 3     | 0     | 0              | 0              | 0         | 0         | 21     | 0      |
| 1957/58 | EDO         | Nederland | Eerste divisie A     | 30         | 0          | 2     | 0     | 0              | 0              | 0         | 0         | 32     | 0      |
| 1958/59 | EDO         | Nederland | Tweede divisie A     | 28         | 1          | 1     | 0     | 0              | 0              | 0         | 0         | 29     | 1      |
| 1959/60 | EDO         | Nederland | Tweede divisie A     | 11         | 0          | –     | –     | 0              | 0              | 0         | 0         | 11     | 0      |
| 1960/61 | EDO         | Nederland | Eerste divisie A     | 17         | 0          | 0     | 0     | 0              | 0              | 0         | 0         | 17     | 0      |
| Totaal  | Totaal      | Totaal    | Totaal               | 234        | 28         | 6     | 0     | 0              | 0              | 15        | 2         | 255    | 30     |